# Kolonia (Pommeren)
Kolonia is een plaats in het Poolse district  Kartuski, woiwodschap Pommeren. De plaats maakt deel uit van de gemeente Kartuzy en telt 806 inwoners.